# Mokrouše
Mokrouše är en ort i Tjeckien.   Den ligger i regionen Plzeň, i den västra delen av landet, 80 km sydväst om huvudstaden Prag. Mokrouše ligger 443 meter över havet och antalet invånare är 155.
Terrängen runt Mokrouše är huvudsakligen platt, men åt sydväst är den kuperad. Runt Mokrouše är det ganska glesbefolkat, med 34 invånare per kvadratkilometer. Närmaste större samhälle är Plzeň, 11,1 km väster om Mokrouše. I omgivningarna runt Mokrouše växer i huvudsak blandskog.